# Porsche 911 (964)
Pour un article plus général, voir Porsche 911.
La 911, ou 911 Type 964, est une sportive de prestige développée par le constructeur automobile allemand Porsche. Elle est dévoilée au public en 1989 et elle est la troisième génération de Porsche 911. Généralement considérée comme la Porsche 911 charnière, elle conserve le style des anciennes 911, avec ses phares ressemblant à des yeux de grenouille, ainsi que le flat-6 de 3,6 L placé en porte-à-faux arrière et refroidi par air. C'est aussi la première fois que Porsche commercialise une voiture de série à quatre roues motrices, d'où l'appellation « Carrera 4 » , à distinguer de la « Carrera 2 » . La 959 possédait déjà les quatre roues motrices mais il ne s'agissait que d'une série très limitée. La 964 est disponible avec options : toit ouvrant, essuie-glace arrière, etc.

## Déclinaisons

### Porsche 964 «atmosphérique»

#### Porsche Carrera 2 et Carrera 4
C'est en septembre 1988, au Mondial de l'automobile de Paris, que Porsche présente sa nouvelle 964 Carrera 4, équipée d'un moteur de 3,6 L de 250 ch et 310 Nm. En 1989, la Carrera 4 est commercialisée et la Carrera 2 apparaît avec les versions Targa et cabriolet. Les trois versions Coupé, Targa et cabriolet bénéficient de la transmission 2 ou 4 roues motrices. Au catalogue de l'année 1992, apparaît une version de la Carrera 2 Cabriolet, la Turbo Look. Ce modèle reprend l'esthétique de la version Turbo aux ailes larges, ainsi que les trains roulants. Côté motorisation, elle conserve le moteur atmosphérique de la Carrera 2 (250 ch). Cette version a été produite à 702 exemplaires . Entre ces deux modèles, rien ne permet de les distinguer extérieurement : seul le monogramme Carrera 2 ou Carrera 4 sur le capot arrière permet de les identifier.

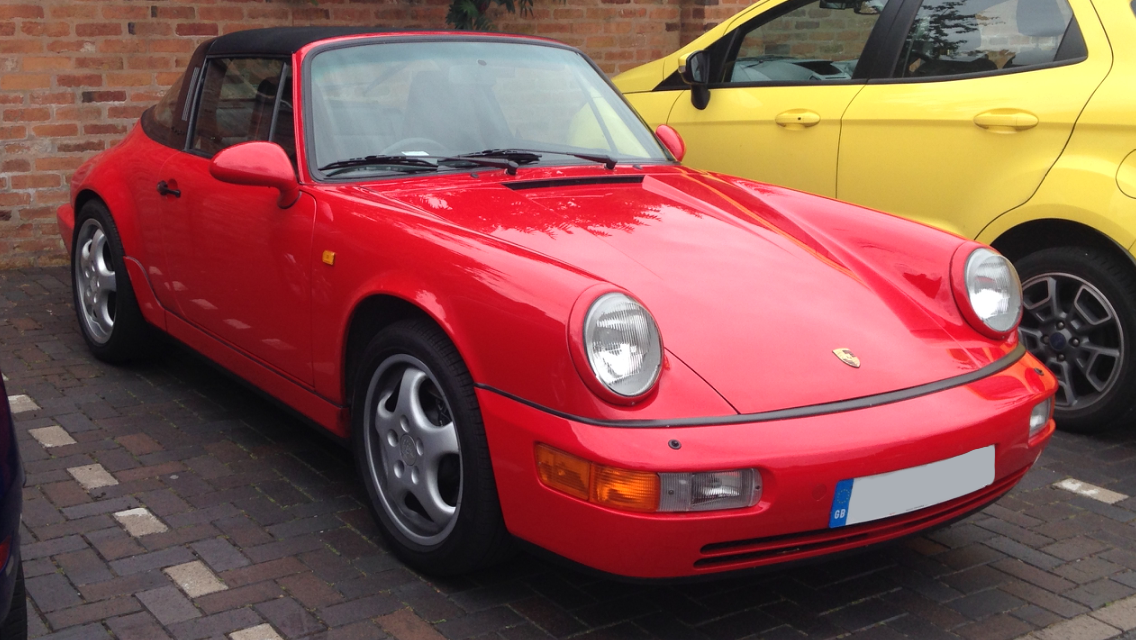
Porsche 964 Carrera 2 Targa

En 1992, s'opère un remaniement de la gamme, essentiellement sur le plan esthétique. Avec la phase 2, les jantes 16" Clubsport laissent place aux jantes Design Cup (Cup en abrégé), toujours de 16" et disponibles en 17" en option. Jadis rectangulaires, les nouveaux rétroviseurs appelés Cup adoptent désormais une forme plus aérodynamique dite « obus ». Le compartiment à bagages diminue de volume étant donné l'adjonction d'un réservoir d'une plus grande capacité (de 77 on passe à 92 litres). Par ailleurs, le coussin gonflable de sécurité (« airbag ») est désormais de série ainsi que la climatisation.

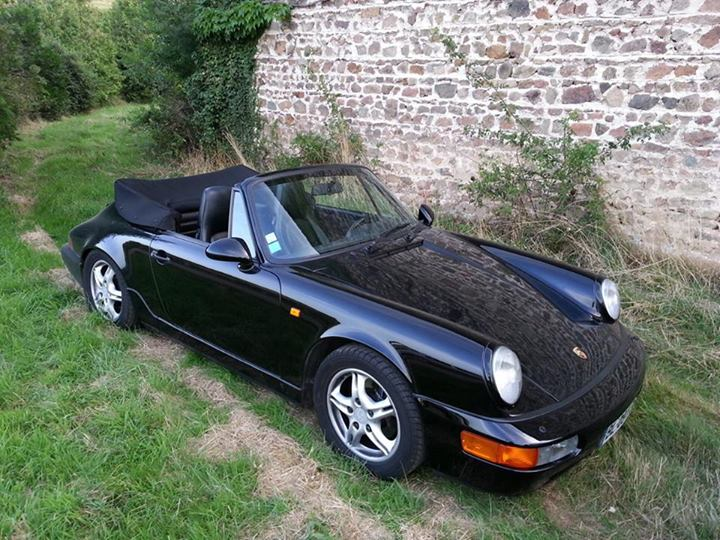
Porsche 911 type 964 Carrera 2 Cabriolet

#### Porsche 964 Carrera 4 Lightweight (1991)
Version dépouillée de la Carrera 4, une seule Lightweight est livrée en France et même le musée Porsche n'en possède pas. C'est une version allégée de 350 kg par rapport à une Carrera 4 normale. Ses ouvrants sont en aluminium, ses vitrages en plexiglas. Elle est dotée d'un aileron arrière fixe et d'une trappe à huile sur l'aile arrière. L'intérieur est minimaliste avec deux sièges baquets et un arceau cage.

#### Porsche 964 Anniversaire
La 964 Anniversaire - appelée aussi 964 Jubilé - fait son apparition en 1993 pour célébrer les 30 ans de la 911. Elle se présente sous la forme d'une Carrera 4 coupé avec le Turbo look (mais avec l'aileron rétractable) et un logo 911 avec l'inscription 30 ans sur le capot arrière. Elle est disponible en trois coloris (Polar silver, Améthyste et Viola métallisée).

#### Porsche 964Speedster

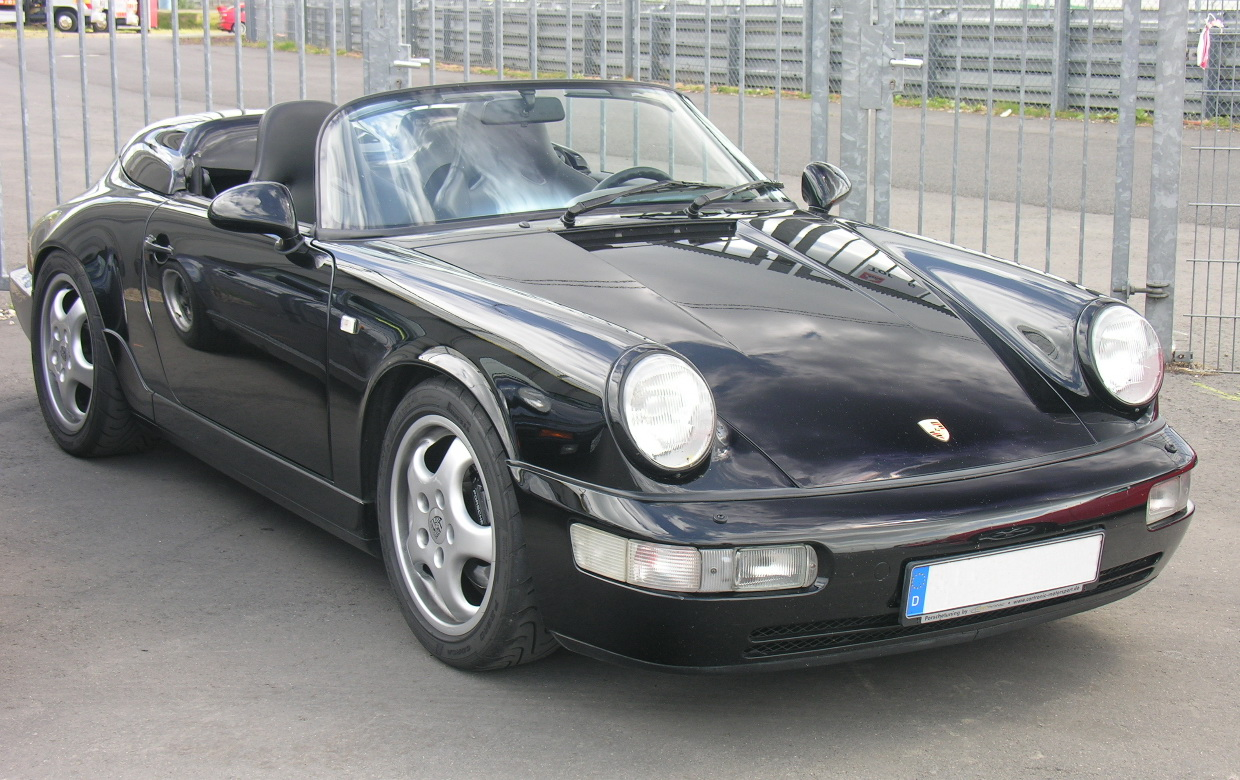
Porsche 911 type 964 Speedster.

Présenté en 1992 au Mondial de Paris, le Speedster est commercialisé en 1993. Il s'agit d'une Carrera 2 cabriolet avec une capote spécifique, un couvre-capote bombé, un pare-brise moins haut. Elle ne possède pas de coussins gonflables de sécurité et l'intérieur se compose de sièges baquets. C'est un échec commercialcar le Speedster n'est pas disponible en Turbo Look, seulement en caisse étroite, alors que la 3,2 L Speedster qui vit le jour à la fin des années 1980 est presque exclusivement vendue en Turbo Look. La 964 Speedster est produite en 930 exemplaires (14 Speedster 964 Turbo Look voient le jour à la suite de commandes spéciales).

#### Porsche 964 Carrera RSR 3.8

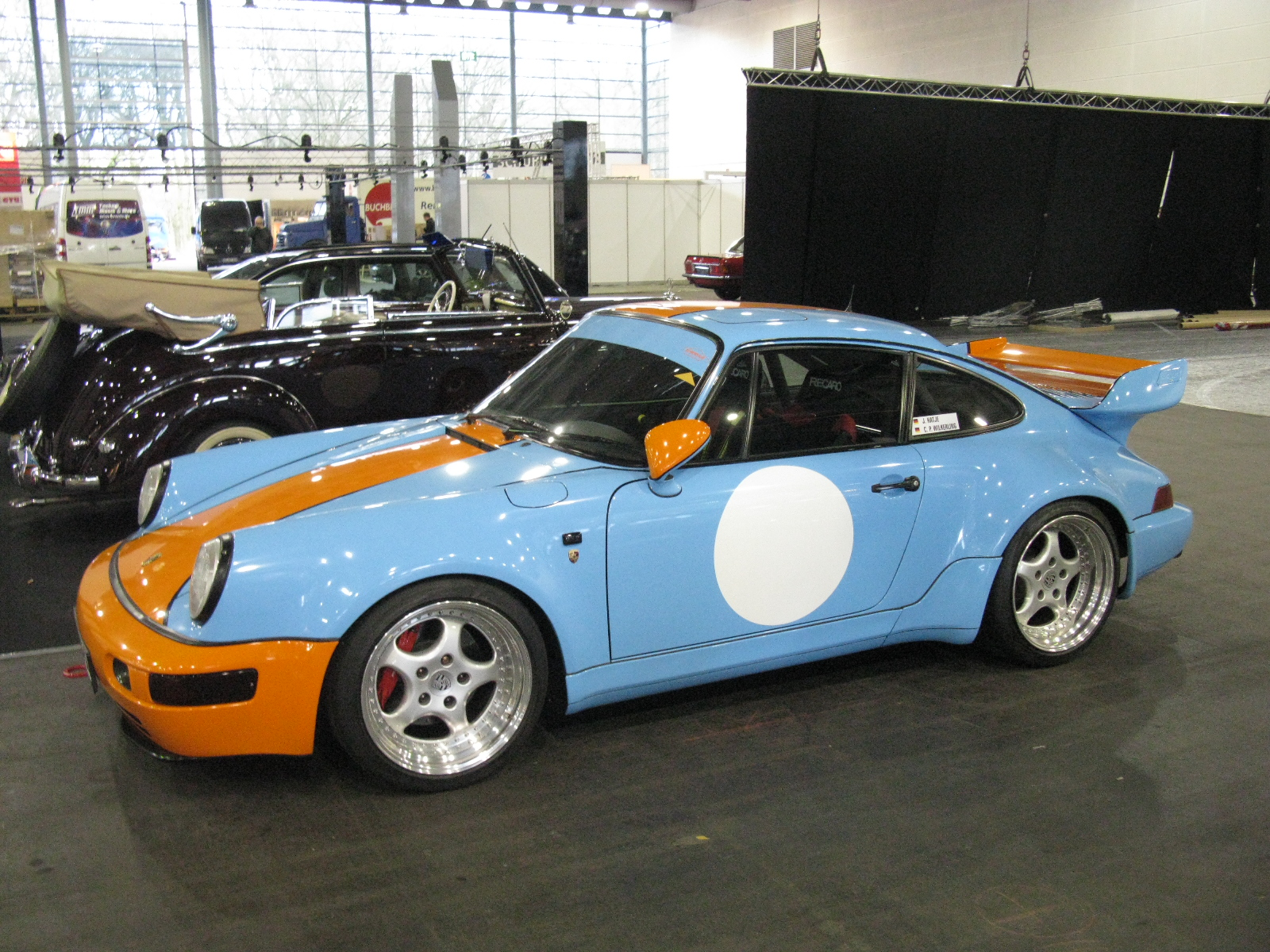
Porsche 964 RSR Replica.

En 1993, on trouve aussi un modèle d'une extrême rareté : la Carrera RSR 3.8. L'intérieur est semblable à la RS mais avec un arceau de sécurité et totalement dépourvu de moquettes. Le réservoir gagne en contenance puisqu'il passe à 120 litres. Elle est montée sur des jantes de 18" en trois parties, comporte deux sorties d'échappement, un gros aileron biplan et des écopes d'entrée d'air viennent remplacer les phares anti-brouillard. Le 3,8 L développe 340 ch.

#### Porsche 964 Carrera RSR 3.8 Clubsport
La RSR 3.8 est produite à 55 exemplaires de type Street Version (code M004) dont 15 Clubsport (code M003) homologués pour la route, et à 51 exemplaires (code M005) réservés pour la compétition, non homologués pour la route.

### Porsche 964 «Turbo»

#### Porsche 964 Turbo 3.3 L (1991-1992)

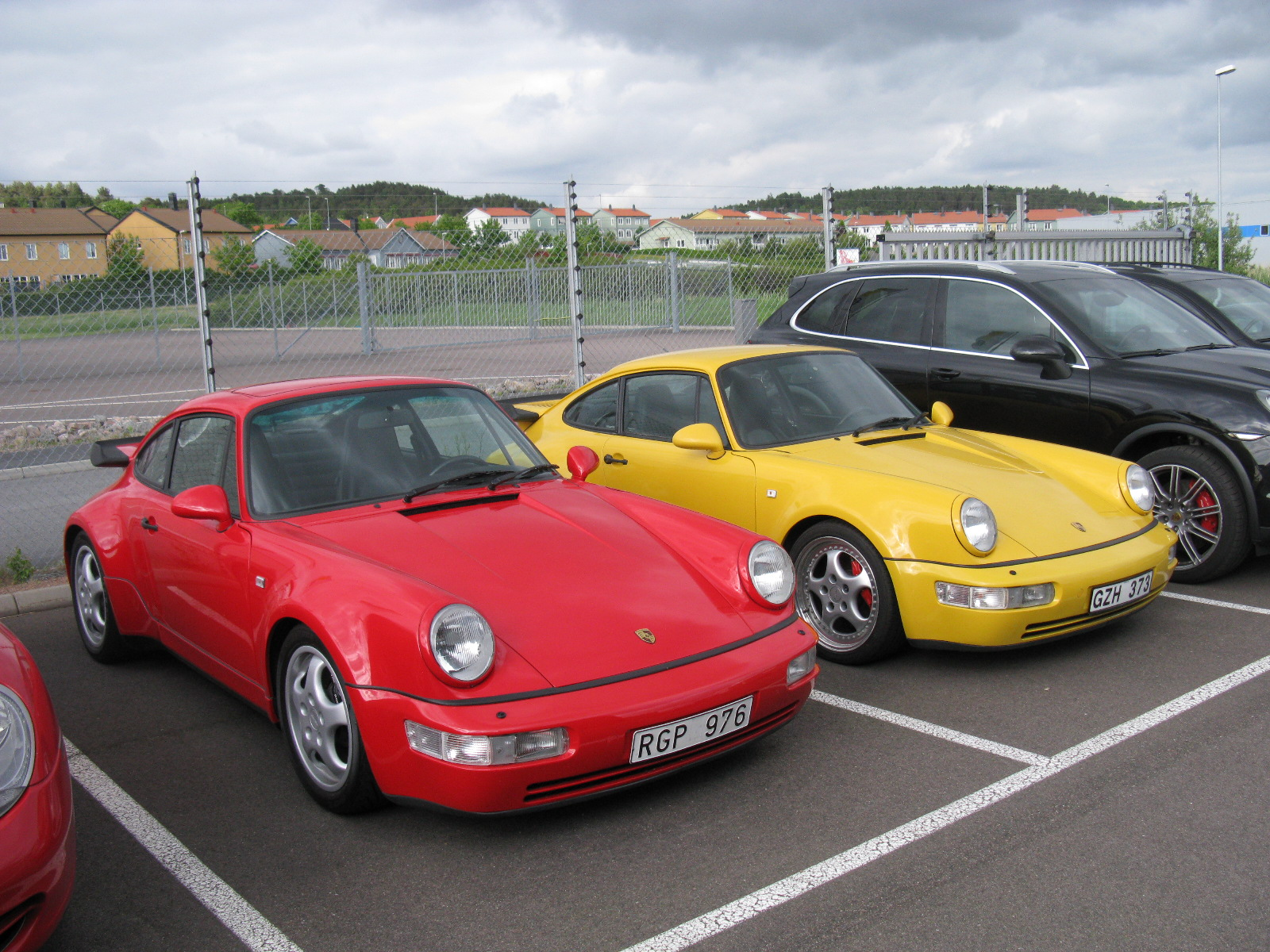
Porsche 964 Turbo 3.3 L (rouge) aux côtés d'une 964 Turbo 3.6 L (jaune), identifiables sous cet angle par le type de jante et la couleur de l'étrier de frein avant.

La 964 Turbo est dotée d'une carrosserie plus large que celle de la Carrera avec des passages de roues plus importants. Elle est propulsée par un moteur 3.3 L turbocompressé développant 320 ch. Elle est équipée de jantes Cup de 17 pouces et d'étriers de freins noirs, d'un simple monogramme Turbo sur le capot arrière, ce qui permet de la distinguer extérieurement de la 3,6 L. L'aileron arrière est fixe.
Comme pour la 930 Turbo dont elle est dérivée, la 964 Turbo 3.3 L, brutale en raison du turbo lag, ne jouit pas d'une bonne réputation imputable à sa conduite délicate, notamment sur sol mouillé.

#### Porsche 964 Turbo 3.6 L (1993)

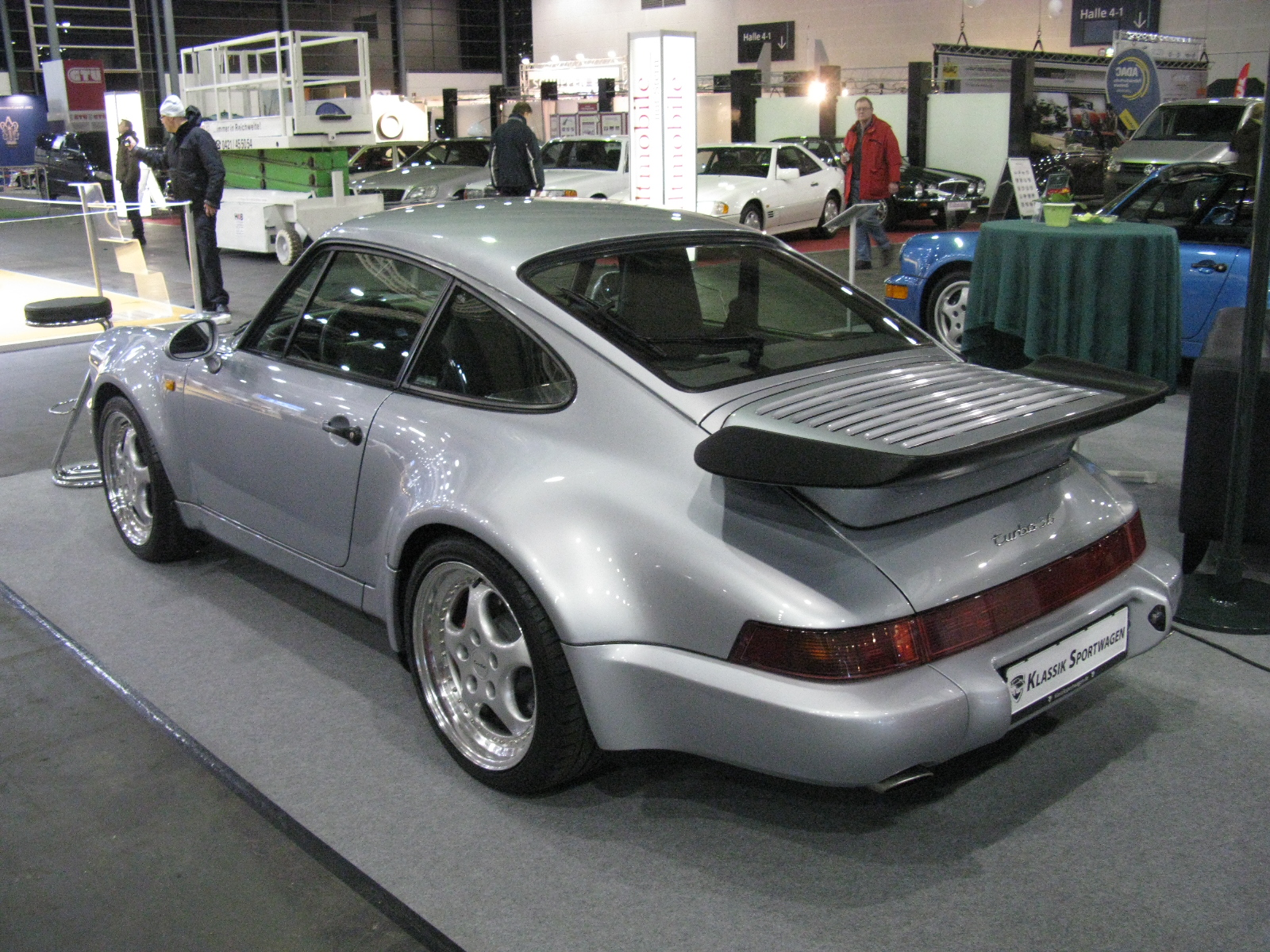
Détails de l'arrière de la Porsche 964 Turbo 3.6 L.

En 1993, à la suite de réclamations de clients qui ne retrouvent pas dans leur 3,3 L, la vivacité de leur ancienne Turbo, Porsche augmente la puissance de la 964 Turbo dont la cylindrée passe à 3,6 L pour 360 ch en y ajoutant des freins plus puissants et des jantes 18" trois parties. Elle est identifiable extérieurement par ses étriers de frein rouges, des jantes Speedline de 18 pouces et le monogramme turbo 3.6 sur le capot arrière. L'aileron arrière est fixe. La version cabriolet de la 964 Turbo a été produite en petite série.
Afin de distinguer sans ambiguïté ces deux « Porsche 964 Turbo » mais ajoutant à la confusion (à moins de préciser la cylindrée), la 964 Turbo 3,3 L est également dénommée, officieusement, « Turbo 2 » (il s'agirait de la deuxième version de la Turbo après la 930) et la 964 Turbo 3,6 L « Porsche 965 » (afin de la différencier de la 964 Turbo 3,3 L) mais aussi « Turbo 2 », ce modèle étant la deuxième Turbo de la série 964. Officiellement, cette appellation 965, inventée par l'importateur français Sonauto pour différencier les 911 à moteur atmosphérique (964) de celles à moteur turbo (965), figure sur les cartes grises des 911 Turbo françaises mais elle n'est pas adoptée par la marque Porsche.

#### Porsche 964 Turbo S, Turbo SLeichtbauet Turbo SFlachbau(1992-1994)

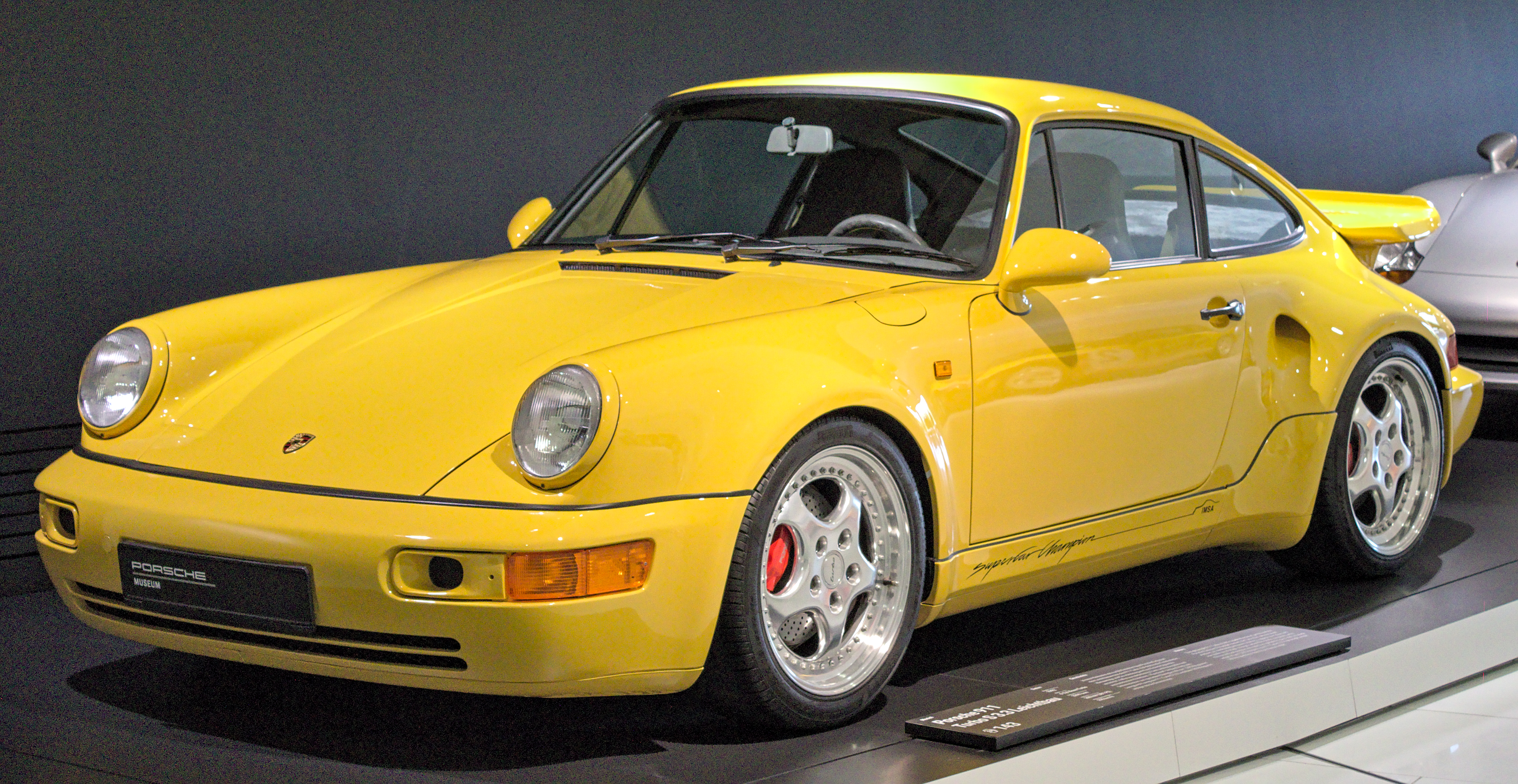
La 964 Turbo S Leichtbau exposée au Porsche Museum

L'année 1992 voit également arriver une version spéciale, la Turbo S et ses 355 ch ainsi qu'une seconde série limitée, la Turbo S Leichtbau qui se caractérise par une diminution du poids de la voiture et un gain de puissance faisant monter le moteur 3,3 L à 380 ch. La Turbo S Leichtbau est équipée d'entrées d'air intégrées dans les ailes arrière inspirées de la 959, de suspensions abaissées de 40 mm, d'un aileron arrière fixe et peint de la couleur de la caisse ainsi que de jantes de 18" Speedline en trois parties que l'on retrouvera un peu plus tard sur la Turbo 3,6 L. Série limitée à 86 exemplaires seulement .
En 1994, Porsche a dévoilé la 964 Turbo S Flachbau, modèle qui rend hommage à la 930 "Flat Nose" de 1986. Comme la Turbo S Leichtbau, la Flachbau possède également les mêmes entrées d'air présentes sur les ailes arrière et qui sont inspirées de la 959. Seuls 76 exemplaires ont été produits.

#### Porsche 964 Turbo S LM-GT (1993)
Modèle unique, la 964 Turbo S LM-GT est conçue par l'usine pour un usage exclusif sur circuit à partir d'une 964 Turbo S dépouillée et modifiée. Elle participe à de nombreuses courses dont les 12 Heures de Sebring, les 24 Heures de Daytona, etc.
- 1988/1994 : 911 Carrera 4
- 1989/1994 : 911 Carrera 2
- 1990 : 911 Carrera Cup
- 1990/1993 : 911 Turbo 3,3 L
- 1992 : 911 Turbo S et Turbo S Leichtbau
- 1993 : 911 Turbo 3,6 L
- 1992 : 911 Carrera 2 Cabriolet Turbo Look
- 1992 : 911 Carrera RS
- 1993 : 911 Carrera RSR 3,8 L
- 1993/1994 : 911 Speedster
- 1993/1994 : 911 Anniversaire
- 1994 : 911 Turbo S Flachbau

## Versions Cup et RS

### 964 Cup (1990)

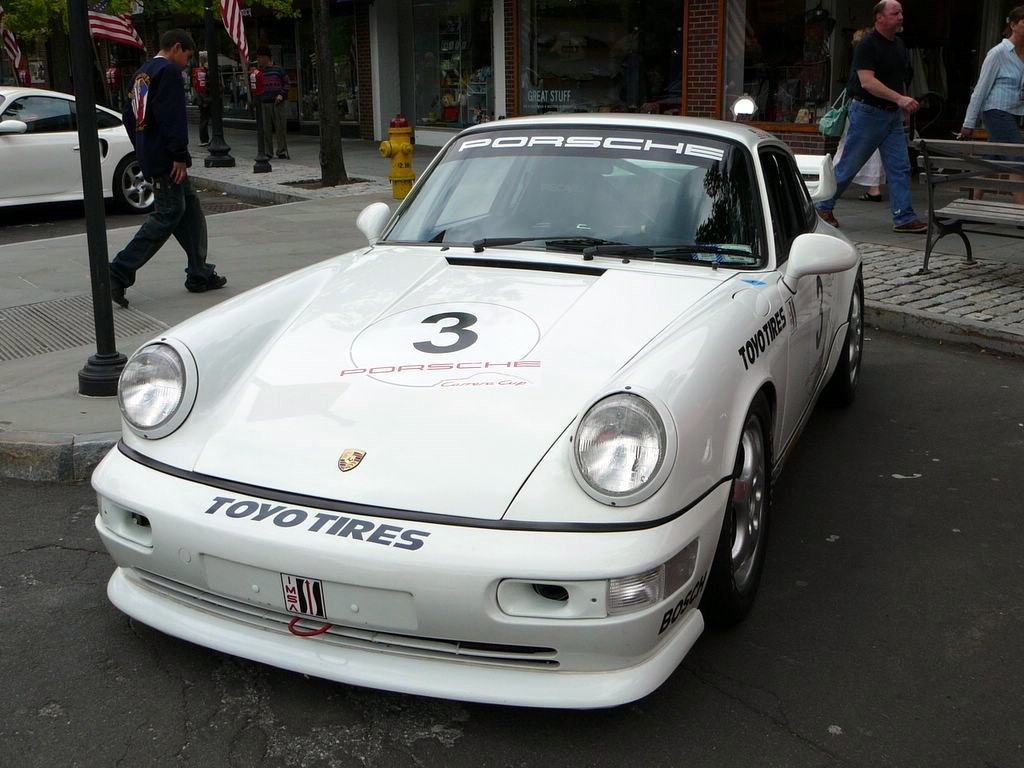
Porsche 911 type 964 Carrera Cup.

La Porsche 964 Cup (code M001) est la version course de la nouvelle Porsche Carrera 2. Destinée exclusivement à la course (Carrera Cup) et non immatriculable (quelques exemplaires sont homologués pour la route en Allemagne), d'une puissance de 265 ch, la 964 Cup possède un arceau de sécurité soudé, un châssis modifié et une garde au sol inférieure de 55 millimètres à celle de la version 
standard. Pour réduire encore le poids, l'habitacle est dépouillé et le matériau insonorisant est retiré. L'intérieur est réduit à sa plus simple expression : les sièges sont remplacés par des bacquets, le volant est remplacé par un volant Momo, l'horloge est remplacée par un témoin d'alarme, deux manos de pression d'huile pour la boîte et le pont sont ajoutés, le compartiment avant est réduit à sa plus simple expression avec une molette de répartition des freins située entre les sièges.
En 1992, la 964 Cup subit une révision majeure avec une puissance portée à 275 ch et un nouvel abaissement de la caisse de 20 millimètres.

### 964 RS (1992)

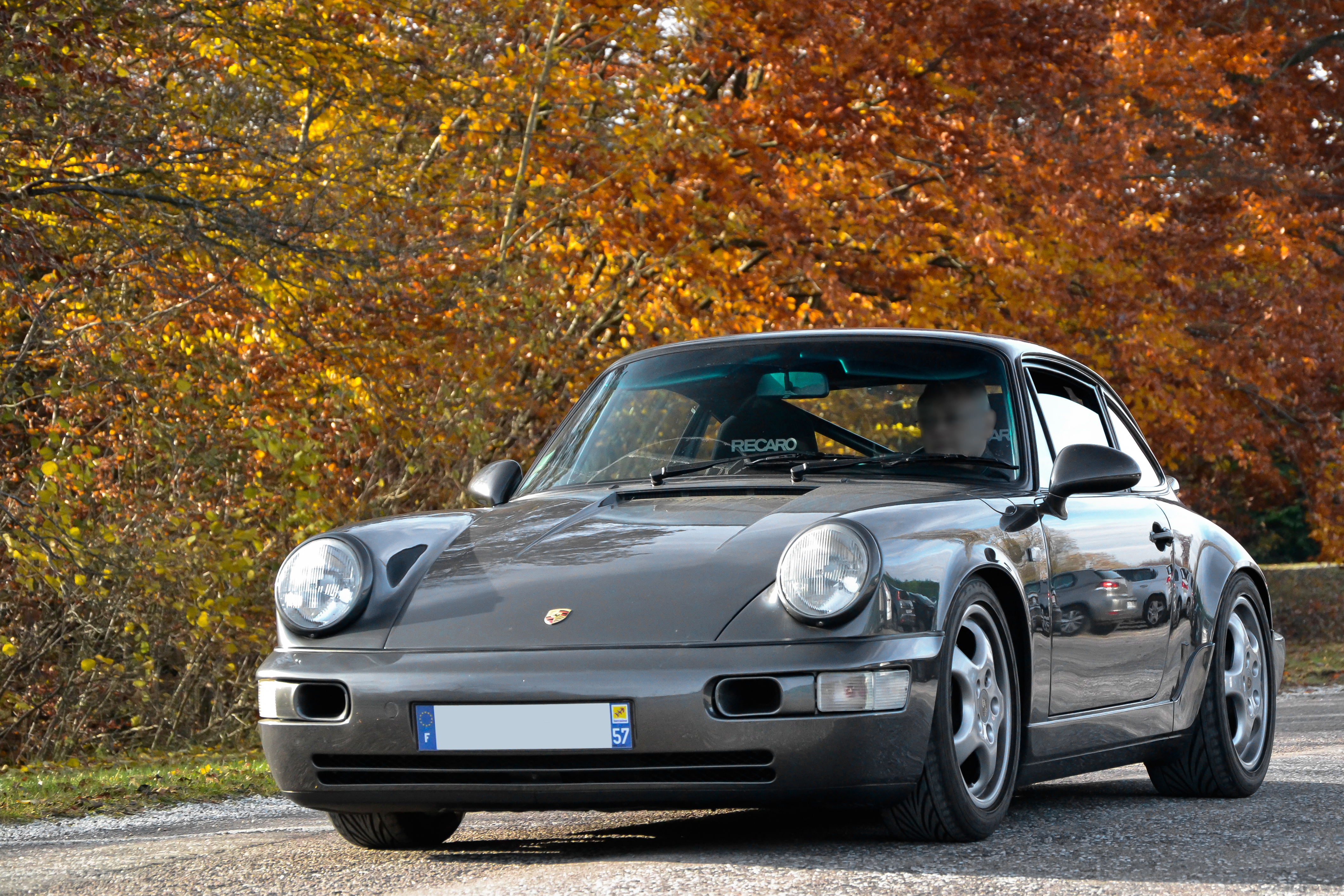
Porsche 911 type 964 Carrera RS.

Entre la 964 Carrera 2 de série et la 964 Carrera Cup de course, la Carrera RS est une 911 intermédiaire, conçue pour rouler sur circuit en étant homologuée pour la route. Elle est plus puissante et plus légère de 140 kg que le modèle de série dont elle est dérivée et dispose d'un moteur flat-six de 3,6 L développant 260 ch (10 de plus que la Carrera 2).
Il s'agit d'une Carrera 2 rabaissée et allégée - pas de direction assistée, pas de sièges à l'arrière ni vitres électriques, le verrouillage centralisé et les rétroviseurs électriques sont supprimés au profit du tout manuel - posée sur des jantes Cup de 17", avec un logo Carrera RS sur le capot arrière. Elle est réellement très allégée : sièges baquets spécifiques (que l'on retrouvera dans le Speedster), intérieurs de portière allégés. Le pare-chocs arrière est spécifique avec de gros butoirs, la garde au sol est abaissée et les freins sont ceux de la Turbo. Le Flat-6 de la Carrera 2 gagne 10 ch et atteint 260 ch sur la Carrera RS, tout cela en deux roues motrices arrière. La 964 RS 3,6 L a été déclinée en plusieurs versions :
- Porsche 964 Carrera RS Light ;
- Porsche 964 Carrera RS Touring (code M002), non importée en France ;
- Porsche 964 Carrera RS N-GT (code M003), pour le championnat N-GT en Allemagne, Belgique et Suisse ;
- Porsche 964 Carrera RS America, pour le marché américain, reconnaissable à son aileron fixe emprunté à la Turbo, à un monogramme spécifique "RS America" sur le capot arrière et au sigle « RS » en bas de caisse, près de la roue arrière .

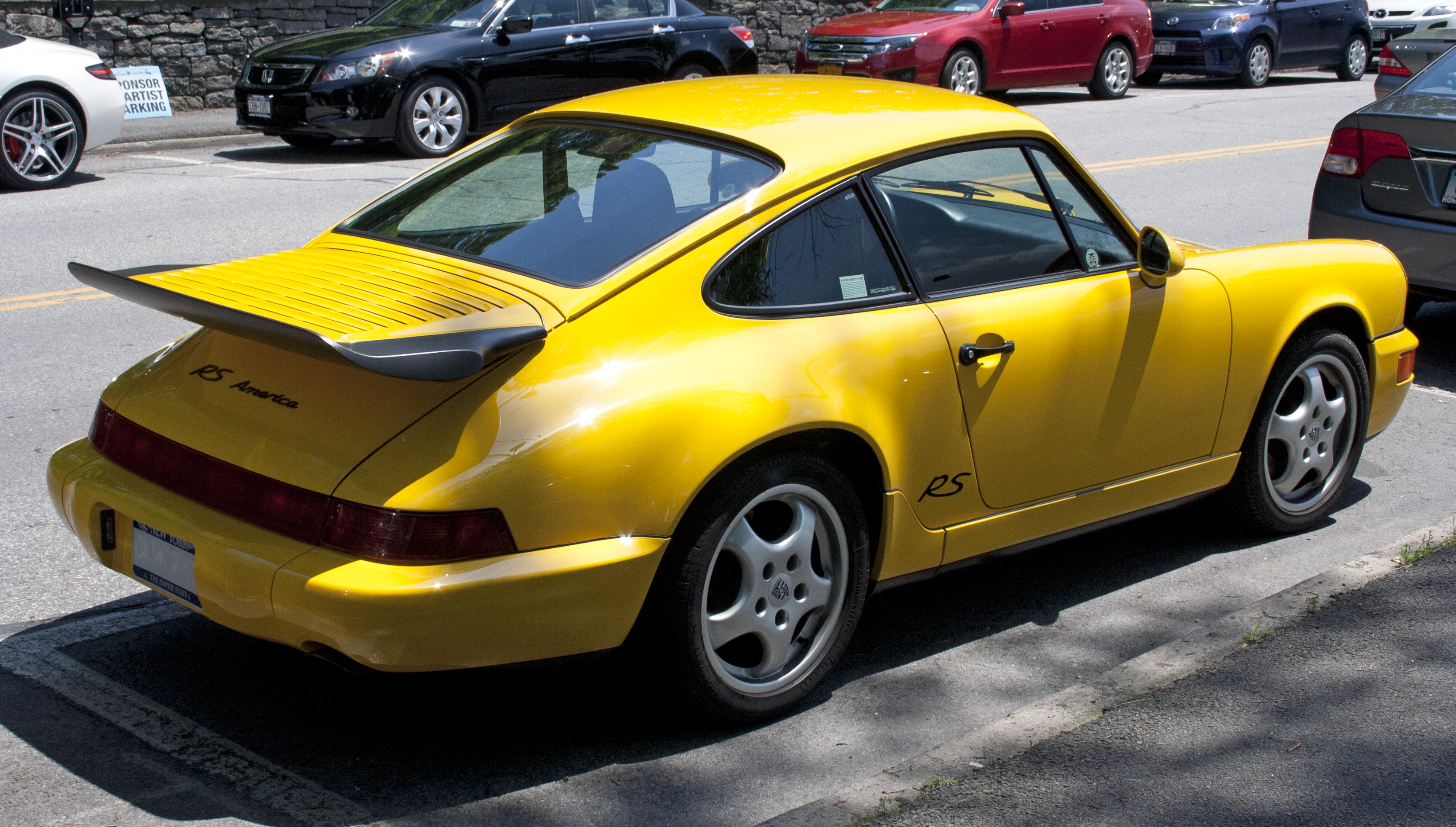
Porsche 964 RS America.

Deux modèles, plus puissants et destinés à la compétition, ont été élaborés en 1993 par Porsche à partir de la RS 3,6 L :
- Porsche RS 3,8 L, homologuée pour un usage routier ;
- Porsche RSR 3,8 L, non homologuée pour la route. Ce modèle a lui-même été produit en deux versions : l'une destinée à la Coupe ADAC-GT allemande, l'autre aux courses d'endurance (24 Heures du Nürburgring, Spa-Francorchamps, etc)[21].

Cette Porsche 964 3,8 L se caractérise par une carrosserie plus râblée dégageant une impression de puissance, identique à celle de la 964 Turbo 3,6 L, une caisse abaissée de 40 mm et une ligne d'échappement spécifique, notamment.

## Porsche 964 Turbo Look

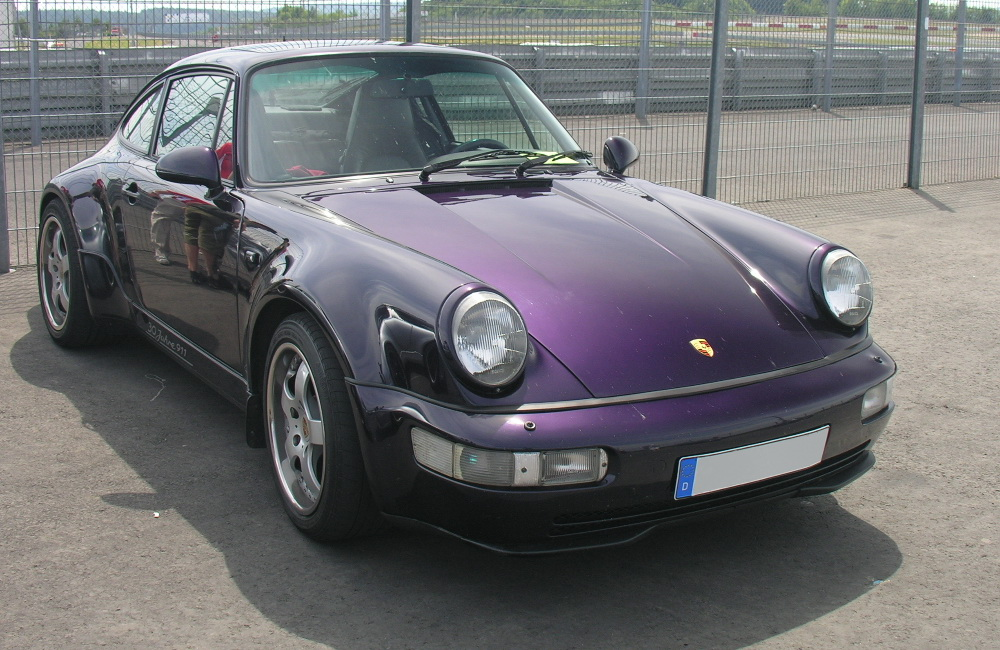
Une Porsche 964 Turbo Look caisse élargie...

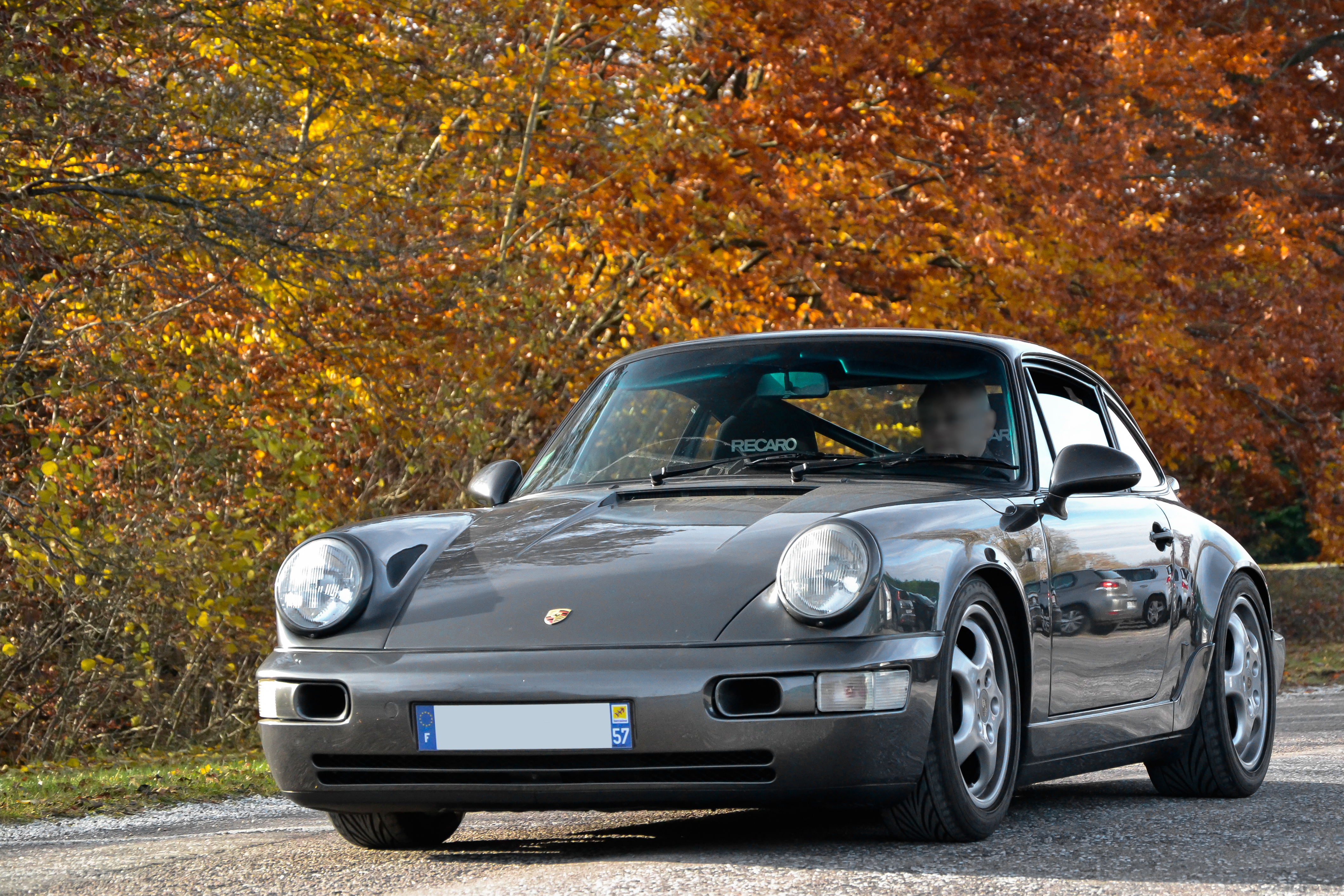
...et une Porsche 964 caisse étroite.

Sur le même principe que la génération précédente (type G), la Porsche 964 a fait l'objet de modifications d'usine « Turbo Look » , notamment sur les modèles :
- 964 édition « 30 Jahre » , également connu sous le nom de  « Jubilé », destiné à célébrer les trente ans de la 911 et produite en 911 exemplaires [22];

- 964 Cabriolet Turbo Look, sur la base d'une Carrera 2, produite en 1581 exemplaires dont 410 modèles pour les États-Unis[23] ;
- 964 Carrera 4 Turbo Look, option d'usine du département Exclusive, disponible sur commande spéciale[24].